# Хронология
Хронология (на латински: chronologia; на старогръцки: χρόνος идваща от кронос – време и на старогръцки: λογία – логия) е наука за миналото, установяваща точните дати (датиране) на исторически събития и документи. Тя ги подрежда по реда на тяхната последователност.
Изучава също летоброенето и календарите на различните народи. Хронологията може да бъде относителна и абсолютна.